# Топчій Дмитро Гаврилович
Дмитро Гаврилович Топчій (8 листопада 1928, Мар’янівка, нині Немирівський район, Вінницька область — 10 грудня 2007) — ветеран ракетно-космічної галузі, генеральний директор Київського радіозаводу з 1970 по 1996 рік, Герой Соціалістичної Праці.

## Біографія
У 1948 році, закінчивши середню школу в селі Красненькому Ситковецького району Вінницької області, поступив до Вінницького педагогічного інституту на фізико-математичний факультет. Для прискорення випуску спеціалістів-радіофізиків у лютому 1952 року при заснуванні радіофізичного факультету Київського університету ім. Т. Г. Шевченка, Топчій Д.Г. був переведений у числі здібних студентів фізичних факультетів інших та педагогічних навчальних закладів України та у березні 1952 року став студентом новоствореного радіофізичного факультету. Топчій Д.Г. був серед першого випуску 1953 року у понад 100 випускників цього факультету.
  
В 1953 році був направлений в числі перших молодих фахівців на новостворене підприємство «Київський радіозавод». Пройшов шлях від технолога, майстра, начальника цеху, до заступника головного інженера заводу. У червні 1961 року призначений начальником цеху № 25 «Київського радіозаводу». Завдяки його організаторський діяльності були достроково та високоякісно виготовлені системи управління балістичною ракетою Р-12. За цю роботу отримав свою першу нагороду - медаль "За трудові заслуги" (1961). У 1964 році стає головним інженером «Київського радіозаводу». Відповідальний за роботи по широкомасштабному розгортання робіт з підготовки виробництва і забезпечення випуску системи управління розробки КБ Електроприладобудування (нині «Хартрон») ракети Р-36 (8К67), а також з космічної тематики — апаратури стикування «Голка», зі створення виробництва телевізійних приймачів і інших виробів. З 1970 року — директор «Київського радіозаводу», з жовтня 1976 року - генеральний директор виробничого об'єднання «Київського радіозаводу», пропрацював на цій посаді по 1996 рік. Останні роки Д.Г. Топчій працював у ВАТ Проектно-будівельного комплексу "СХІД".
Топчій Д.Г. був у 1971-1991 рр. депутатом Київської міської Ради депутатів трудащих, багато років був головою Ради директорів промислових підприємств столичного регіону.

Обирався делегатом XXVIII з'їзду КПРС (1986), та ХІХ конференції КПРС (1988), XVIII з'їзду професійних спілок СРСР (1987). 
В червні 1990 року на XXVIII з'їзді КПУ був обраний членом ЦК КПУ.

Могила Дмитра Топчія

Похований в Києві на Байковому кладовищі (ділянка № 52а).

## Відзнаки
Герой Соціалістичної Праці (1976). Нагороджений двома орденами Леніна (1974, 1976), Жовтневої Революції (1971), Трудового Червоного Прапора (1966), орденом "За заслуги" ІІІ ст. (1999), медалями.
Лауреат Державної премії СРСР (1968) і України (1996), Ленінської премії (1989).
Заслужений машинобудівник України (з 1994 року). Ветеран космічної галузі України (з 2000 року). Почесний громадянин міста Києва (з 2004 року).